# Zelindopsis illita
Zelindopsis illita là một loài ruồi trong họ Tachinidae.